# جورج بي. بوست
جورج بي. بوست (بالإنجليزية: George B. Post) هو مهندس معماري أمريكي، ولد في 15 ديسمبر 1837 في مانهاتن في الولايات المتحدة، وتوفي في 28 نوفمبر 1913 في برناردسفيل في الولايات المتحدة.